# 九品寺こども園
九品寺こども園（くほんじこどもえん）は、福島県いわき市平字九品寺町にあるこども園。 経営母体は学校法人明照学園。1974年に開園。
教育目標は「明るく・正しく・仲よく」。仏教保育を基調とし、2002年にはインターナショナル幼児部英語コースを設けるなど、国際教育も行っている。総合幼児教育研究会加盟園。
学童施設「くほんじ学童クラブ」（小学校1年～）を併設している。
2018年度グッドデザイン賞受賞。